# Міжурядова конференція
Міжурядова конференція (англ. Intergovernmental Conference) — переговори між урядами країн-членів з метою внесення змін і доповнень до договорів. Мають особливе значення для процесу європейської інтеграції, тому що саме вони розробляють і ухвалюють внесення інституційних змін.
Міжурядову конференцію скликає Рада міністрів (з загальних питань) з ініціативи держави-члена або Комісії. Підготовчу роботу виконує група з представників урядів держав-членів, куди традиційно входить і представник Комісії. Європейський Парламент також бере активну участь у роботі конференції через своїх спостерігачів та президента Парламенту.
Найважливіші міжурядові конференції завершилися ухваленням таких документів:
- Єдиний Європейський Акт (1986 рік) —— запровадив зміни, потрібні для того, щоб спільний ринок почав функціонувати повною мірою від 1 січня 1993 року;
- Маастрихтський договір (1992 рік) — Договір про Європейський Союз готували дві окремі міжурядові конференції: на одній ішлося про економічний та монетарний союз, на другій — про політичний;
- Амстердамський договір (1997 рік). Завданням відповідної міжурядової конференції був перегляд деяких проблемних положень Маастрихтського договору та підготування до майбутнього розширення;
- Ніццький договір (2000 рік) — розпланував інституційні зміни після вступу в ЄС нових членів.

Останній набрав чинності 1 лютого 2003 року, а вже 4 жовтня того ж року нова міжурядова конференція розпочала роботу над Конституційним договором ЄС, що мав замінити всі попередні. 18 червня 2004 року остання міжурядова конференція завершилась, глави держав та урядів дійшли остаточної згоди щодо тексту Конституції для Європи, а 29 жовтня 2004 року в Римі відбулася церемонія урочистого підписання договору.